# Al-Hilal Club 2019-2020
 Questa voce raccoglie le informazioni riguardanti l'Al-Hilal Club nelle competizioni ufficiali della stagione 2019-2020.

## Rosa
| N. |                           | Ruolo | Calciatore                 |
| -- | ------------------------- | ----- | -------------------------- |
| 1  | Arabia Saudita (bandiera) | P     | Abdullah Al-Mayouf         |
| 2  | Arabia Saudita (bandiera) | D     | Mohammed Al-Breik          |
| 3  | Brasile (bandiera)        | C     | Carlos Eduardo             |
| 5  | Arabia Saudita (bandiera) | D     | Ali Al-Bulaihi             |
| 6  | Colombia (bandiera)       | C     | Gustavo Cuéllar            |
| 7  | Arabia Saudita (bandiera) | C     | Salman Al-Faraj (capitano) |
| 8  | Arabia Saudita (bandiera) | C     | Abdullah Otayf             |
| 9  | Italia (bandiera)         | A     | Sebastian Giovinco         |
| 10 | Arabia Saudita (bandiera) | C     | Mohammad Al-Shalhoub       |
| 11 | Arabia Saudita (bandiera) | A     | Saleh Al-Shehri            |
| 12 | Arabia Saudita (bandiera) | D     | Yasser Al-Shahrani         |
| 13 | Arabia Saudita (bandiera) | D     | Hassan Kadesh              |
| 16 | Arabia Saudita (bandiera) | C     | Nasser Al-Dawsari          |

| N. |                           | Ruolo | Calciatore         |
| -- | ------------------------- | ----- | ------------------ |
| 17 | Arabia Saudita (bandiera) | D     | Abdullah Al-Hafith |
| 18 | Francia (bandiera)        | A     | Bafétimbi Gomis    |
| 19 | Perù (bandiera)           | A     | André Carrillo     |
| 20 | Corea del Sud (bandiera)  | D     | Jang Hyun-soo      |
| 22 | Arabia Saudita (bandiera) | D     | Amiri Kurdi        |
| 24 | Arabia Saudita (bandiera) | C     | Nawaf Al Abed      |
| 27 | Arabia Saudita (bandiera) | C     | Hattan Bahebri     |
| 28 | Arabia Saudita (bandiera) | C     | Mohamed Kanno      |
| 29 | Arabia Saudita (bandiera) | C     | Salem Al-Dossari   |
| 30 | Arabia Saudita (bandiera) | P     | Mohammed Al-Waked  |
| 40 | Arabia Saudita (bandiera) | P     | Nawaf Al-Ghamdi    |
| 70 | Arabia Saudita (bandiera) | D     | Mohammed Jahfali   |
| 77 | Siria (bandiera)          | A     | Omar Kharbin       |